# La preghiera, freschezza di una sorgente
La preghiera, freschezza di una sorgente è il terzo libro che Madre Teresa di Calcutta e Roger Schutz hanno scritto insieme.
Schutz, fondatore della comunità di Taizé, dopo la morte di Madre Teresa ha voluto riprendere interamente il testo, aggiungendovi una testimonianza del tutto personale sui legami profondi che univano il coautore alla fondatrice delle Missionarie della Carità.

## Edizioni in italiano
- madre Teresa di Calcutta, frère Roger di Taizé, La preghiera: freschezza di una sorgente, trad. di Gaetano Passarin e Franco Marano, Messaggero, Padova 1993, ISBN 88-250-0203-3